# Adam Bralczyk
Adam Wojciech Bralczyk – polski urzędnik i dyplomata, konsul generalny RP w Kantonie (2018–2022) oraz Szanghaju (od 2024). 

## Życiorys
Absolwent sinologii na Uniwersytecie im. Adama Mickiewicza w Poznaniu. Od 2001 pracuje w Ministerstwie Spraw Zagranicznych. Pracował w Ambasadach RP w Pekinie i, jako chargé d’affaires, w Bangkoku. Ukończył podyplomowe studia dyplomatyczne na Uniwersytecie Oksfordzkim. Od 1 grudnia 2018 do jesieni 2022 pełnił funkcję konsula generalnego RP w Kantonie stopniu dyplomatycznym I radcy. 12 listopada 2024 objął funkcję konsula generalnego RP w Szanghaju.